# 仁壽 (清朝宗室)
宗室仁壽（穆麟德轉寫：uksun žinšeo；1810年4月9日—1864年11月8日），愛新覺羅氏，清朝宗室、政治人物，睿親王，諡僖。

## 生平
道光六年，任和碩睿親王、內廷行走。道光十年，任宗人府右宗正。道光十一年，管理鑲白旗漢軍都統。道光十二年，署鑲黃旗領侍衛內大臣、內大臣。道光十四年，署理鑲黃旗漢軍都統。道光十六年，任正紅旗蒙古都統、玉牒館總裁官、正黃旗領侍衛內大臣。道光十七年，署鑲紅旗蒙古都統。道光十八年，管理正紅旗滿洲都統、閱兵大臣、宗人府左宗正、鑲黃旗領侍衛內大臣。道光二十一年，任鑲藍旗蒙古都統、署火器營事。道光二十二年，署鑲藍旗漢軍都統。道光二十五年，署正白旗領侍衛內大臣、正白旗領侍衛內大臣。道光二十六年，署正黃旗滿洲都統、宗人府左宗正、管鑲黃旗領侍衛內大臣。道光二十八年，署正黃旗漢軍都統、宗人府宗令，署理宗人府銀庫事。咸豐元年，署理正藍旗漢軍都統；咸豐五年，任總理行營事。咸豐六年，署理鑲白旗漢軍都統。同治元年，任鑲紅旗滿洲都統。同治三年，署理正黃旗蒙古都統。

## 家族

### 先祖
- 努爾哈赤（九世祖）
- 多鐸（八世祖）
- 多爾博（七世祖）
- 蘇爾發（六世祖）
- 塞勒（五世祖）
- 功宜布（高祖父）
- 如松（曾祖父）
- 淳穎（祖父）
- 端恩（父）

### 妻妾
根據《愛新覺羅宗譜》的記載，仁壽的妻妾如下：
- 嫡福晉伊拉里氏：正黃旗滿洲四甲喇祥福佐領下人，原任工部員外郎錦明之女，道光十一年去世。
- 繼福晉赫舍里氏：內閣侍讀學士琦琛之女。
- 側福晉康佳氏：二等護衛康貴之女，原為庶福晉。
- 側福晉閻佳氏：二等侍衛景琨之女，原為庶福晉，光緒二十五年病故。
- 四側福晉孟佳氏：貴格之女。
- 側福晉劉佳氏：劉進才之女。
- 庶福晉張佳氏：六品典衛黑達子之女。

### 後代
- 兒子：德長、德隆、德岫、德崑、德崗
- 女兒：第四女，繼福晉赫舍里氏所生，適喀喇沁扎薩克多羅都楞郡王之次子二等塔布囊那木吉色丹；第六女，繼福晉赫舍里氏所生，適乾清門二等侍衛德峰[32]；第十女，側福晉康佳氏所生，適正藍旗蒙古圖們達賚佐領下戶部候補主事克昌[33]。
- 孫子：魁斌、文光、文華